# 반석
반석(1991년 1월 12일 ~ )은 대한민국의 가수다. 2016년 디지털 싱글 앨범 [사랑하고 싶어]로 데뷔했다.

## 방송
- 가스펠스타C 3 (2013) - Top10

## 공연
- 반석의 첫 번째 콘서트 (2017)
- 2019 마리아칼라스홀 소극장콘서트 - 반석 (2019)